# Teleac (okręg Harghita)
Teleac (węg. Telekfalva) – wieś w Rumunii, w okręgu Harghita, w gminie Feliceni. W 2011 roku liczyła 184 mieszkańców.